# Cfdisk

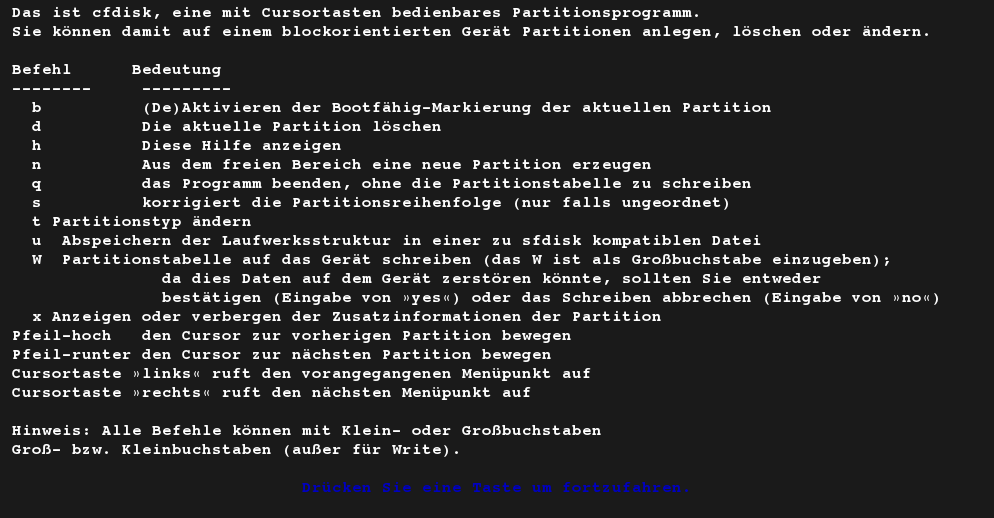
Die Hilfeseite von cfdisk 2.27.1.

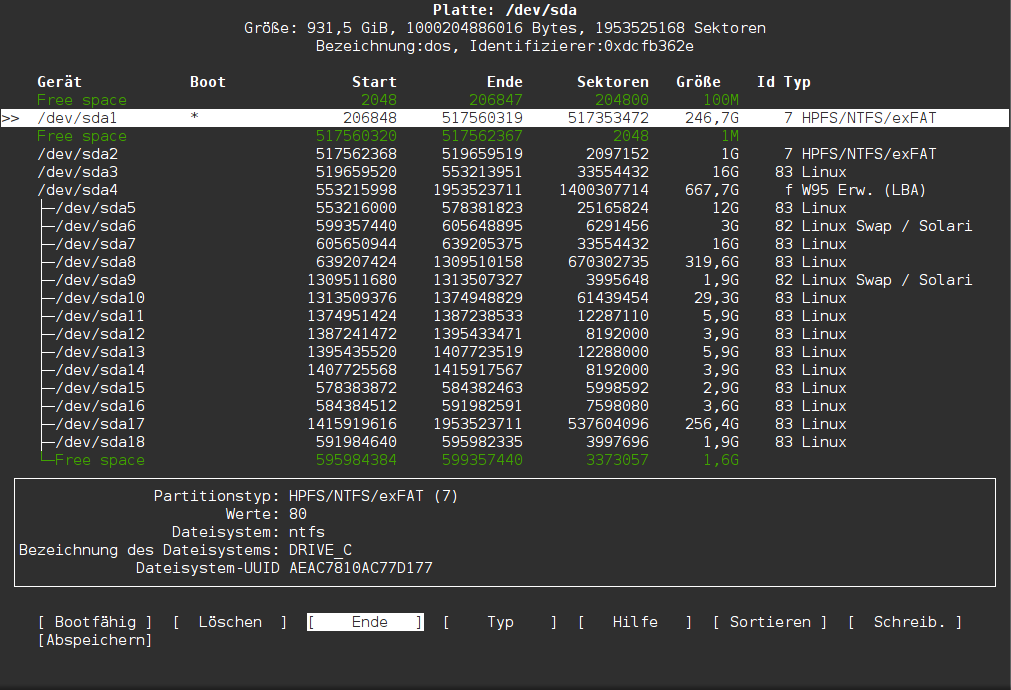
Informationen über eine Partition

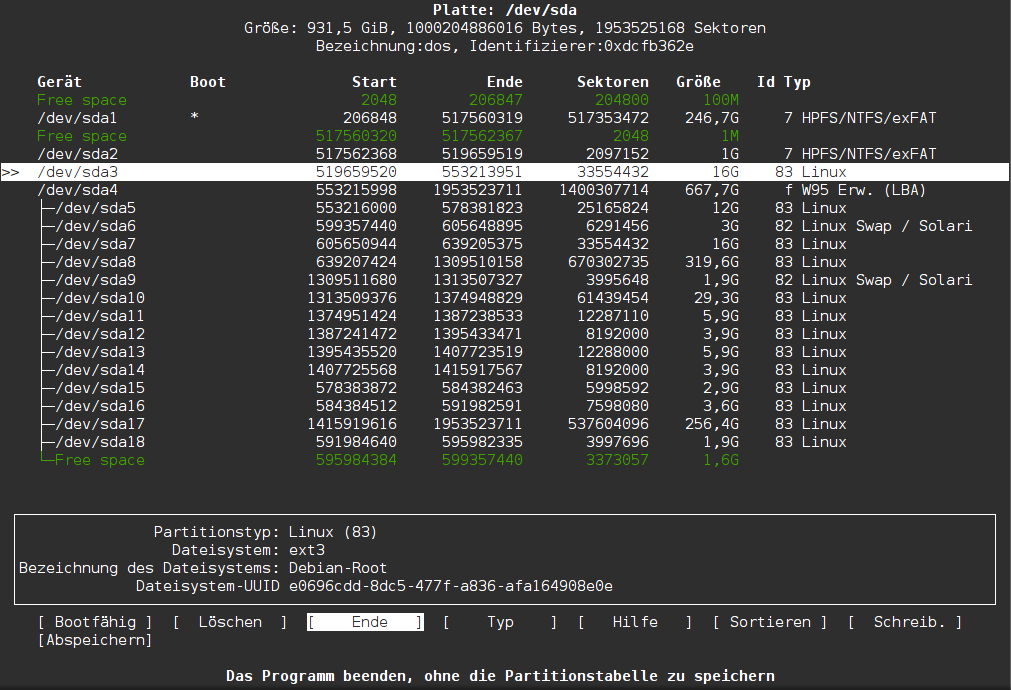
Informationen über eine Partition

cfdisk ist ein Partitionierungsprogramm für das Betriebssystem Linux mit einer menügeführten Bedienung, die mit curses entwickelt wurde. Es gehört zum Linux-Package util-linux.
Die aktuelle Implementierung von cfdisk beruht auf der Programmbibliothek libfdisk. Als Curses-Implementierung wird bei der Kompilierung bevorzugt slcurses und alternativ ncurses ausgewählt.
cfdisk unterstützt seit Version 2.25 Plattenbezeichnungen (engl. „disk labels“) von Master Boot Records, GUID Partition Table, BSD-Disklabels, SGI und SUN. Es liefert auch Informationen über den Inhalt der Partitionen. 

## Abgrenzung zu ähnlichen Programmen
Sowohl cfdisk als die beiden Linux-Programm fdisk und sfdisk bedienen sich der Software-Bibliothek libfdisk. 
| Programm | Beschreibung |
| -------- | --- |
| cfdisk   | Hat nicht den Funktionsumfang von fdisk und sfdisk, reicht aber für alle normalen Partitionierungsaufgaben aus und erledigt diese teilweise standardkonformer als fdisk. |
| fdisk    | Das traditionelle Partitionierungsprogramm. Es hat einen etwas größeren Funktionsumfang als cfdisk und kann sowohl durch einen komplexen Aufruf, bei dem zahlreiche Parameter übergeben werden, benutzt werden als auch in einem interaktiven Modus. Die Bedienung ist für Anfänger schwieriger als die Bedienung von cfdisk. |
| sfdisk   | Das Programm wendet sich an fortgeschrittene Administratoren und ist vor allem auf Batchbetrieb ausgelegt, das heißt, in Skripten oder von anderen Programmen aufgerufen zu werden. |

## Programmaufruf
Wird cfdisk ohne Argumente aufgerufen, dann versucht das Programm, die aktuelle Partitionstabelle des Laufwerks zu lesen und zeigt an, was es gefunden hat.